# Ferenc Szombathelyi
Ferenc Szombathelyi (né Franz Knauss le 17 mai 1887 à Győr – exécuté le 4 novembre 1946 à Petrovaradin) était un officier militaire hongrois d'origine allemande par son père, chef d'état-major de l'armée hongroise pendant la Seconde Guerre mondiale.

## Carrière
Franz Knauss rejoint l'armée austro-hongroise comme cadet en 1902 et il est promu lieutenant en 1907 dans le 16e régiment d'infanterie. À partir de 1911, il étudie dans la Kriegsschule (Académie militaire) de Vienne. Après avoir participé à la Première Guerre mondiale, il a rejoint l'armée royale hongroise,  au sein de laquelle, fidèle à Miklós Horthy (gouvernement contre-révolutionnaire hongrois installé à Szeged), il combattit durant la Guerre hungaro-roumaine de 1919 contre les bolcheviks hongrois de Béla Kun.
À partir de 1926, il enseigne à l'Académie militaire royale hongroise Ludovika à Budapest. De 1931 à 1933, il fut chef d'état-major de la 3e brigade mixte, après quoi il fut adjudant du haut commandement des forces armées en 1935-1936. En 1938, il devient commandant de l'Académie militaire de Ludovika. À partir de 1934, à la place de son nom allemand paternel il utilise le nom de famille de sa mère (le i final après Szombathely est une particule nobiliaire).
En 1938-1939, il occupa le poste de chef d'état-major adjoint. De 1939 à 1941, il commande le VIIIe corps avant d'être nommé commandant général du « groupe des Carpates » (Kárpát Csoport), qui reprend aux Roumains la Transylvanie du Nord et avec lequel il prend part à l'opération Barbarossa. Le 6 septembre, il est nommé par le régent Miklós Horthy pour succéder au pro-allemand Henrik Werth (en) en tant que chef d'état-major général. Szombathelyi évalue avec scepticisme les perspectives de guerre contre l'Union soviétique, et il n'hésite pas à partager ce point de vue avec son homologue allemand. Peu de temps après sa nomination, il est présent à une réunion entre Hitler et Horthy lorsque ce dernier promet de fournir plus de troupes.
Il réussit à retarder cette mesure jusqu'aux revers de l'armée allemande lors de l'hiver 1941-1942, mais en avril 1942, il doit envoyer la Deuxième Armée de Gusztáv Jány sur le front de l'Est. En réponse aux attaques présumées des partisans communistes et des Tchetniks en Bácska annexée, il ordonna une intervention militaire du général Ferenc Feketehalmy-Czeydner (en), qui aboutira à une action punitive contre les villages habités par les Serbes et au massacre d'Újvidék (aujourd'hui Novi Sad).
En réponse aux défaites catastrophiques de la deuxième armée au cours de l'hiver 1942-1943, la Hongrie tenta de plus en plus de prendre ses distances avec ses partenaires de l'Axe. La proposition de Szombathelyi évoquant l'utilisation de divisions hongroises pour occuper les Balkans comme substitut à la Deuxième Armée allemande, tenue en échec par la résistance, est saluée par Hitler mais rejetée par le Premier ministre Miklós Kállay.
Début 1944 le gouvernement hongrois de Miklós Horthy initie des contacts avec les puissances occidentales, Kállay et Szombathelyi jouant les premiers rôles. En réaction les Allemands prennent militairement le contrôle la Hongrie en mars 1944, Szombathelyi est démis de ses fonctions et placé en résidence surveillée sous demande allemande, avant de prendre sa retraite en avril. En août 1944, la Roumanie bascule du côté Allié, son armée et l'Armée rouge contournent et attaquent la Hongrie par le Sud-Est : le Parti des Croix fléchées prend le pouvoir à Budapest. Szombathelyi est arrêté en octobre 1944, déporté en Allemagne vers la fin de la guerre, puis placé en détention par les Américains, qui le remettent à la Hongrie peu de temps après. Il est condamné par le tribunal populaire hongrois à la réclusion à perpétuité, avant d'être extradé vers la Yougoslavie. Il y est jugé et exécuté le 4 novembre 1946 par un peloton d'exécution à Petrovaradin. L'écrivain hongrois Tibor Cseres affirme dans son livre Vengeance in Bácska que Szombathelyi aurait été empalé, mais il n'y a aucune source affirmant cela. 
La condamnation hongroise contre Szombathelyi a été annulée à titre posthume en 1994.